# Junipéraie de Porto Pollo et plage de Cupabia
Junipéraie de Porto Pollo et plage de Cupabia este o arie protejată (sit de importanță comunitară — SCI) din Franța întinsă pe o suprafață de 312 ha, integral pe uscat.

## Localizare
Centrul sitului Junipéraie de Porto Pollo et plage de Cupabia este situat la coordonatele 41°43′13″N 8°46′51″E / 41.72028°N 8.78083°E.

## Înființare
Situl Junipéraie de Porto Pollo et plage de Cupabia a fost declarat arie specială de conservare în baza directivei 92/43 din 1992 referitoare la conservarea habitatelor naturale și a faunei și florei sălbatice pentru a proteja 2 specii de animale.

## Biodiversitate
Situată în ecoregiunea mediteraneană, aria protejată conține 17 habitate naturale: Vegetație anuală la limita mareei, Faleze cu vegetație de Limonium spp. endemic de pe coastele mediteraneene, Păduri de Olea și Ceratonia, Dune mobile de-a lungul țărmului cu Ammophila arenaria („dune albe”), Tufărișuri halofile mediteraneene și termo-atlantice (Sarcocornetea fruticosi), Galerii și tufărișuri riverane sudice (Nerio-Tamaricetea și Securinegion tinctoriae), Dune mobile cu vegetație embrionară, Păduri aluvionare cu Alnus glutinosa și Fraxinus excelsior (Alno-Padion, Alnion incanae, Salicion albae), Dune cu vegetație ierboasă Malcolmietalia, Galerii de Salix alba și de Populus alba, Dune cu tufărișuri sclerofile Cisto-Lavenduletalia, Matorral arborescenți cu Juniperus spp., Dune de pe litoral fixate cu Crucianellion maritimae, Phrygana din Mediterana de Vest de pe vârfurile falezelor (Astragalo-Plantaginetum subulatae), Liziere de ierburi înalte hidrofile de câmpie și de nivel montan până la alpin, Pajiști umede mediteraneene cu ierburi înalte de Molinio-Holoschoenion, Dune de coastă cu Juniperus spp..
La baza desemnării sitului se află mai multe specii protejate de  reptile (2): țestoasa de baltă (Emys orbicularis), țestoasă bănățeană (Testudo hermanni).
Pe lângă speciile protejate, pe teritoriul sitului au mai fost identificate 2 specii de plante, 2 specii de amfibieni.